# Horváth György (orvos)
Horváth György (Felsőireg, 1835. március 9. – Budapest, 1874. szeptember 8.) orvos- és sebészdoktor, a budapesti barakk-kórház és Rókus kórház osztályvezető főorvosa.

## Élete
A gimnázium I. osztályát Pécsett, a többit Székesfehérváron végezte. Mivel szülei nem tudták anyagilag támogatni, magántanítással tartotta fenn magát. Az 1848-49-es szabadságharcban honvédtüzér volt. 1856 őszén Pestre ment, az orvosi pályára lépett és 1862 márciusában orvosdoktori oklevelet kapott. A sebészdoktori szigorlatot 1863 februárjában tette le, a szülészmesterit júniusban. 1862. július 30-án az egyetemi sebészi kórházhoz ösztöndíjas sebész-műtői növendékké nevezték ki. 1864. július 26-án ugyanott tanársegéd lett. 1869. november 30-án a barakk-kórház sebészi osztályára nevezték ki első orvosnak. 1864-től az orvosegylet tagja volt.
A Fiumei úti sírkertben nyugszik a Tőkey–Stockinger család sírboltjában (Jobb oldali falsírboltok, J-79), felesége Tőkey Friderika volt, akivel 1871. május 9-én lépett házasságra. Három kiskorú árvát hagyott maga után, sírfelirata szerint „hivatásának áldozatakép” hunyt el.

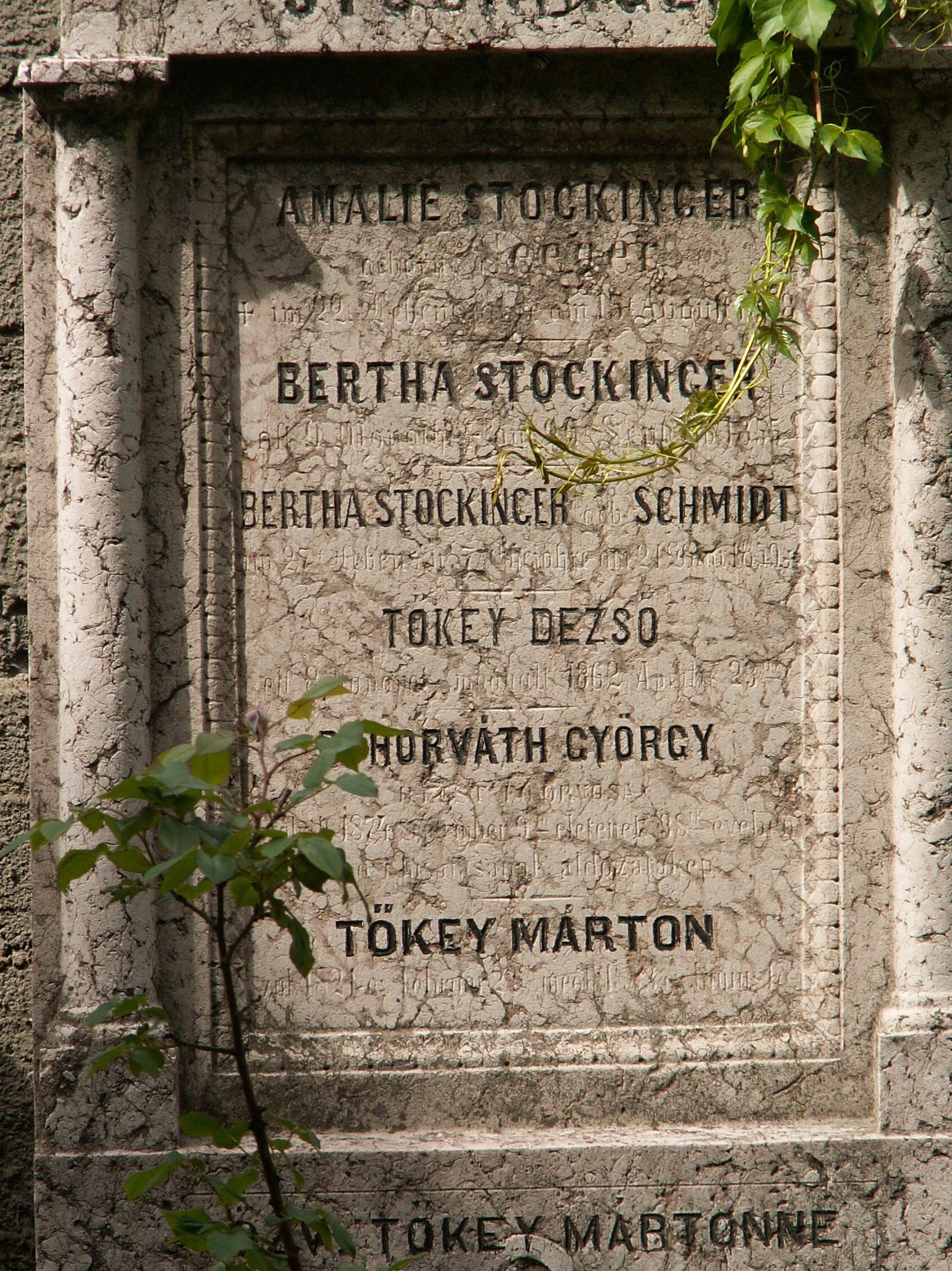
Sírjának felirata, Fiumei úti sírkert (Jobb oldali falsírboltok, J-79)

## Cikkei
Cikkei jelentek meg a Gyógyászatban (1861. Ország-orvosunk, A Bright-kór egy gyógyult esete, Rögös köthártyalob, Tudósítvány a sebészi műtétek gyakorlásáról a hullákon, A helybeli érzetlenítés, Petefészektömlő kiirtásának egy esete); az Orvosi Hetilapban (1863. Czombcsonkítás csontrák következtében, Ütértágulat a jobb kézen, Sebzési derme, 1864. Adalék az égvényes hugyerjedés tanához, Vizsgálatok a sürített légnek hatására nézve, lapszemelvények, vegyesek, 1865. Tömlős hashártya-izzadmány. Vízsérv, 1870. A magyar orvostudori segélyegylet alapszabályainak tervezete); a Magyar orvosok és természetvizsgálók Munkálataiban (XI. 1866. Bright-vesének tejjeli kezelése, XII. 1868. Gyógyulással végződött petefészek-tömlő kiirtásának egy esete, Az alsó állcsontnak kiizeléssel párosult csonkulása, 1872. Bokaizületi csonkulás csontszú következtében); az Ungar. Med.-Chirurg. Presseben (1867. Methodische Behandlung der Brightischen Nierenentartung mit Milch, 1869. Eine mit Exarticulation verbundene Resection des Unterkiefers, 1871. Der Gebrauch des continuirlichen kalten Wasserbades bei Quetschwunden, Beiträge zur sofortigen Anwendung der absoluten Ruhe als Heilpotenz bei der Behandlung der Knochenbrüche.)